# Saikyō-Linie
| Triebzug der Baureihe E233 bei Kita-Yono |                   |                           |                           |
| |                   |                           |                           |
| Streckenlänge: | 36,9 km           |                           |                           |
| Spurweite: | 1067 mm (Kapspur) |                           |                           |
| Stromsystem: | 1500 V =          |                           |                           |
| Streckengeschwindigkeit: | 100 km/h          |                           |                           |
| Zweigleisigkeit: | ganze Strecke     |                           |                           |
| |                   |                           |                           |
| Gesellschaft: | JR East           |                           |                           |
| \| \| \| ↑ Rinkai-Linie \| \| \| \| \| Tamachi-Bahnbetriebswerk \| \| \| \| \| → Shōnan-Shinjuku-Linie \| \| \| \| \| ↔ Tōkaidō-Shinkansen \| \| \| \| \| ↔ Yokosuka-Linie \| \| \| \| \| ← Yamanote-Linie \| \| \| \| 0,0 \| Ōsaki (大崎) \| Ōsaki (大崎) \| \| \| \| → Tōkyū Ikegami-Linie \| \| \| \| \| Gotanda (五反田) \| \| \| \| \| Stadtautobahn Tokio 2 \| \| \| \| \| → Tōkyū Meguro-Linie \| \| \| \| \| Meguro (目黒) \| \| \| \| \| \| \| \| \| 3,6 \| Ebisu (恵比寿) \| Ebisu (恵比寿) \| \| \| \| ↔ Tōkyū Tōyoko-Linie \| \| \| \| 5,2 \| Shibuya (渋谷) \| Shibuya (渋谷) \| \| \| \| → Keiō Inokashira-Linie \| \| \| \| \| Harajuku (原宿) \| \| \| \| \| ↔ Chūō-Hauptlinie \| \| \| \| \| Yoyogi (代々木) \| \| \| \| \| → Odakyū Odawara-Linie \| \| \| \| \| → Keiō-Linie \| \| \| \| 8,6 \| Shinjuku (新宿) \| Shinjuku (新宿) \| \| \| \| \| \| \| \| \| Seibu-Shinjuku (西武新宿) \| \| \| \| \| Shin-Ōkubo (新大久保) \| \| \| \| \| Takadanobaba (高田馬場) \| \| \| \| \| Kanda-gawa \| \| \| \| \| → Seibu Shinjuku-Linie \| \| \| \| \| Mejiro (目白) \| \| \| \| \| → Seibu Ikebukuro-Linie \| \| \| \| 13,4 \| Ikebukuro (池袋) \| Ikebukuro (池袋) \| \| \| \| Stadtautobahn Tokio 5 \| \| \| \| \| ← Yamanote-Linie \| \| \| \| \| Hauptbetriebswerk Tokio \| \| \| \| \| Kita-Ikebukuro (北池袋) \| \| \| \| \| → Tōbu Tōjō-Hauptlinie \| \| \| \| 15,2 \| Itabashi (板橋) \| Itabashi (板橋) \| \| \| \| Stadtautobahn Tokio C1 \| \| \| \| \| Shakuji-gawa \| \| \| \| 16,9 \| Jūjō (十条) \| Jūjō (十条) \| \| \| \| ← Keihin-Tōhoku-Linie \| \| \| \| \| ←Tōhoku-Shinkansen \| \| \| \| 18,9 \| Akabane (赤羽) \| Akabane (赤羽) \| \| \| \| ← Tōhoku-Hauptlinie \| \| \| \| \| Akabanedai-Tunnel \| \| \| \| \| Sumida-gawa \| \| \| \| 20,4 \| Kita-Akabane (北赤羽) \| Kita-Akabane (北赤羽) \| \| \| 22,0 \| Ukima-Funado (浮間舟渡) \| Ukima-Funado (浮間舟渡) \| \| \| \| Arakawa \| \| \| \| \| Shobu-gawa \| \| \| \| 24,4 \| Toda-Kōen (戸田公園) \| Toda-Kōen (戸田公園) \| \| \| 25,7 \| Toda (戸田) \| Toda (戸田) \| \| \| 27,1 \| Kita-Toda (北戸田) \| Kita-Toda (北戸田) \| \| \| \| Tōkyō-Gaikan-Autobahn \| \| \| \| 30,7 \| Naka-Urawa (中浦和) \| Naka-Urawa (中浦和) \| \| \| 29,5 \| Musashi-Urawa (武蔵浦和) \| Musashi-Urawa (武蔵浦和) \| \| \| \| ↔ Musashino-Linie \| \| \| \| 30,7 \| Naka-Urawa (中浦和) \| Naka-Urawa (中浦和) \| \| \| \| ↔ Güterlinie \| \| \| \| 32,4 \| Minami-Yono (南与野) \| Minami-Yono (南与野) \| \| \| 34,0 \| Yonohommachi (与野本町) \| Yonohommachi (与野本町) \| \| \| 35,1 \| Kita-Yono (北与野) \| Kita-Yono (北与野) \| \| \| \| ← Tōhoku-Hauptlinie \| \| \| \| \| ← Keihin-Tōhoku-Linie \| \| \| \| \| → Seibu Ōmiya-Linie \| \| \| \| 36,9 \| Ōmiya (大宮) \| Ōmiya (大宮) \| \| \| \| \| \| \| \| \| ← Tōbu Noda-Linie \| \| \| \| \| ← Tōhoku-Hauptlinie \| \| \| \| \| ← Tōhoku-Shinkansen \| \| \| \| \| ← New Shuttle \| \| \| \| \| → Kawagoe-Linie \| \| \| \| \| ↓ Takasaki-Linie \| \| |                   |                           |                           |
| Tunnelende |                   | ↑ Rinkai-Linie            | ↑ Rinkai-Linie            |
| Betriebs-/Güterbahnhof Streckenanfang · Strecke |                   | Tamachi-Bahnbetriebswerk  | Tamachi-Bahnbetriebswerk  |
| Strecke · Strecke · Strecke von links |                   | → Shōnan-Shinjuku-Linie   | → Shōnan-Shinjuku-Linie   |
| Kreuzung geradeaus unten · Kreuzung geradeaus unten · Kreuzung geradeaus unten |                   | ↔ Tōkaidō-Shinkansen      | ↔ Tōkaidō-Shinkansen      |
| Kreuzung geradeaus unten · Kreuzung geradeaus unten · Kreuzung geradeaus unten |                   | ↔ Yokosuka-Linie          | ↔ Yokosuka-Linie          |
| Abzweig geradeaus und von rechts |                   | ← Yamanote-Linie          | ← Yamanote-Linie          |
| | 0,0               | Ōsaki (大崎)              | Ōsaki (大崎)              |
| Strecke · Strecke |                   | → Tōkyū Ikegami-Linie     | → Tōkyū Ikegami-Linie     |
| Haltepunkt / Haltestelle · Strecke · Haltepunkt / Haltestelle Streckenanfang und quer |                   | Gotanda (五反田)          | Gotanda (五反田)          |
| |                   | Stadtautobahn Tokio 2     |                           |
| Strecke · Strecke · Strecke von links (im Tunnel) |                   | → Tōkyū Meguro-Linie      | → Tōkyū Meguro-Linie      |
| Haltepunkt / Haltestelle · Strecke · Haltepunkt / Haltestelle (im Tunnel) |                   | Meguro (目黒)             | Meguro (目黒)             |
| Kreuzung mit U-Bahn mit Tunnelstrecke · Kreuzung mit U-Bahn mit Tunnelstrecke · U-Bahn-Strecke nach rechts (im Tunnel) |                   |                           |                           |
| | 3,6               | Ebisu (恵比寿)            | Ebisu (恵比寿)            |
| Kreuzung mit Tunnelstrecke · Kreuzung mit Tunnelstrecke · Strecke quer (im Tunnel) |                   | ↔ Tōkyū Tōyoko-Linie      | ↔ Tōkyū Tōyoko-Linie      |
| | 5,2               | Shibuya (渋谷)            | Shibuya (渋谷)            |
| Strecke · Strecke |                   | → Keiō Inokashira-Linie   | → Keiō Inokashira-Linie   |
| Haltepunkt / Haltestelle · Strecke |                   | Harajuku (原宿)           | Harajuku (原宿)           |
| Strecke von rechts · Strecke · Strecke |                   | ↔ Chūō-Hauptlinie         | ↔ Chūō-Hauptlinie         |
| Haltepunkt / Haltestelle · Haltepunkt / Haltestelle · Strecke |                   | Yoyogi (代々木)           | Yoyogi (代々木)           |
| Strecke · Strecke · Strecke · Strecke von links |                   | → Odakyū Odawara-Linie    | → Odakyū Odawara-Linie    |
| Strecke · Strecke · Strecke · Strecke · Strecke von links (im Tunnel) |                   | → Keiō-Linie              | → Keiō-Linie              |
| | 8,6               | Shinjuku (新宿)           | Shinjuku (新宿)           |
| Strecke nach links · Kreuzung geradeaus oben · Kreuzung geradeaus oben · Strecke quer · Strecke quer |                   |                           |                           |
| Haltepunkt / Haltestelle Streckenanfang · Strecke · Strecke |                   | Seibu-Shinjuku (西武新宿) | Seibu-Shinjuku (西武新宿) |
| Strecke · Haltepunkt / Haltestelle · Strecke |                   | Shin-Ōkubo (新大久保)     | Shin-Ōkubo (新大久保)     |
| Haltepunkt / Haltestelle · Haltepunkt / Haltestelle · Strecke |                   | Takadanobaba (高田馬場)   | Takadanobaba (高田馬場)   |
| Brücke über Wasserlauf · Brücke über Wasserlauf · Brücke über Wasserlauf |                   | Kanda-gawa                | Kanda-gawa                |
| Strecke nach links · Kreuzung geradeaus oben · Kreuzung geradeaus oben · Strecke quer |                   | → Seibu Shinjuku-Linie    | → Seibu Shinjuku-Linie    |
| Haltepunkt / Haltestelle · Strecke |                   | Mejiro (目白)             | Mejiro (目白)             |
| Strecke von links · Kreuzung geradeaus unten · Kreuzung geradeaus unten · Strecke quer |                   | → Seibu Ikebukuro-Linie   | → Seibu Ikebukuro-Linie   |
| | 13,4              | Ikebukuro (池袋)          | Ikebukuro (池袋)          |
| |                   | Stadtautobahn Tokio 5     |                           |
| Strecke nach rechts · Strecke · Strecke |                   | ← Yamanote-Linie          | ← Yamanote-Linie          |
| Blockstelle · Strecke |                   | Hauptbetriebswerk Tokio   | Hauptbetriebswerk Tokio   |
| Strecke · Haltepunkt / Haltestelle |                   | Kita-Ikebukuro (北池袋)   | Kita-Ikebukuro (北池袋)   |
| Strecke · Strecke nach links |                   | → Tōbu Tōjō-Hauptlinie    | → Tōbu Tōjō-Hauptlinie    |
| Bahnhof | 15,2              | Itabashi (板橋)           | Itabashi (板橋)           |
| |                   | Stadtautobahn Tokio C1    |                           |
| Brücke über Wasserlauf |                   | Shakuji-gawa              | Shakuji-gawa              |
| Haltepunkt / Haltestelle | 16,9              | Jūjō (十条)               | Jūjō (十条)               |
| Strecke von rechts · Strecke |                   | ← Keihin-Tōhoku-Linie     | ← Keihin-Tōhoku-Linie     |
| Kreuzung geradeaus unten · Kreuzung geradeaus unten · Strecke von rechts |                   | ←Tōhoku-Shinkansen        | ←Tōhoku-Shinkansen        |
| Strecke | 18,9              | Akabane (赤羽)            | Akabane (赤羽)            |
| Strecke nach rechts · Strecke · Strecke |                   | ← Tōhoku-Hauptlinie       | ← Tōhoku-Hauptlinie       |
| Tunnel · Tunnel |                   | Akabanedai-Tunnel         | Akabanedai-Tunnel         |
| Brücke über Wasserlauf · Brücke über Wasserlauf |                   | Sumida-gawa               | Sumida-gawa               |
| Haltepunkt / Haltestelle · Strecke | 20,4              | Kita-Akabane (北赤羽)     | Kita-Akabane (北赤羽)     |
| Haltepunkt / Haltestelle · Strecke | 22,0              | Ukima-Funado (浮間舟渡)   | Ukima-Funado (浮間舟渡)   |
| Brücke über Wasserlauf · Brücke über Wasserlauf |                   | Arakawa                   | Arakawa                   |
| Brücke über Wasserlauf · Brücke über Wasserlauf |                   | Shobu-gawa                | Shobu-gawa                |
| Haltepunkt / Haltestelle · Strecke | 24,4              | Toda-Kōen (戸田公園)      | Toda-Kōen (戸田公園)      |
| Haltepunkt / Haltestelle · Strecke | 25,7              | Toda (戸田)               | Toda (戸田)               |
| Haltepunkt / Haltestelle · Strecke | 27,1              | Kita-Toda (北戸田)        | Kita-Toda (北戸田)        |
| |                   | Tōkyō-Gaikan-Autobahn     |                           |
| Haltepunkt / Haltestelle · Strecke | 30,7              | Naka-Urawa (中浦和)       | Naka-Urawa (中浦和)       |
| Strecke | 29,5              | Musashi-Urawa (武蔵浦和)  | Musashi-Urawa (武蔵浦和)  |
| Kreuzung geradeaus unten · Kreuzung geradeaus unten |                   | ↔ Musashino-Linie         | ↔ Musashino-Linie         |
| Haltepunkt / Haltestelle · Strecke | 30,7              | Naka-Urawa (中浦和)       | Naka-Urawa (中浦和)       |
| Kreuzung geradeaus unten · Kreuzung geradeaus unten |                   | ↔ Güterlinie              | ↔ Güterlinie              |
| Haltepunkt / Haltestelle · Strecke | 32,4              | Minami-Yono (南与野)      | Minami-Yono (南与野)      |
| Haltepunkt / Haltestelle · Strecke | 34,0              | Yonohommachi (与野本町)   | Yonohommachi (与野本町)   |
| Haltepunkt / Haltestelle · Strecke | 35,1              | Kita-Yono (北与野)        | Kita-Yono (北与野)        |
| Strecke quer · Strecke von rechts · Strecke · Strecke |                   | ← Tōhoku-Hauptlinie       | ← Tōhoku-Hauptlinie       |
| Strecke von rechts · Strecke · Strecke · Strecke |                   | ← Keihin-Tōhoku-Linie     | ← Keihin-Tōhoku-Linie     |
| Strecke · Strecke · Tunnelanfang · Strecke · U-Bahn-Kopfbahnhof Streckenanfang und quer (Strecke außer Betrieb) |                   | → Seibu Ōmiya-Linie       | → Seibu Ōmiya-Linie       |
| | 36,9              | Ōmiya (大宮)              | Ōmiya (大宮)              |
| Kopfbahnhof Streckenanfang · Strecke · Strecke (im Tunnel) · Strecke · U-Bahn-Strecke |                   |                           |                           |
| Strecke nach rechts · Strecke · Strecke (im Tunnel) · Strecke |                   | ← Tōbu Noda-Linie         | ← Tōbu Noda-Linie         |
| Strecke quer · Abzweig geradeaus und nach rechts · Tunnelende · Strecke |                   | ← Tōhoku-Hauptlinie       | ← Tōhoku-Hauptlinie       |
| Strecke quer · Kreuzung geradeaus unten · Kreuzung geradeaus unten · Strecke nach rechts · U-Bahn-Strecke |                   | ← Tōhoku-Shinkansen       | ← Tōhoku-Shinkansen       |
| U-Bahn-Strecke quer · Kreuzung mit U-Bahn geradeaus unten · Kreuzung mit U-Bahn geradeaus unten · U-Bahn-Strecke quer · U-Bahn-Strecke nach rechts |                   | ← New Shuttle             | ← New Shuttle             |
| Strecke · Strecke nach links |                   | → Kawagoe-Linie           | → Kawagoe-Linie           |
| Strecke |                   | ↓ Takasaki-Linie          | ↓ Takasaki-Linie          |

Die Saikyō-Linie (jap. 埼京線, Saikyō-sen) ist eine Bahnlinie auf der japanischen Insel Honshū, die von der Bahngesellschaft JR East betrieben wird. Sie verbindet den Tokioter Bezirk Shinagawa mit Ōmiya in der nördlich angrenzenden Präfektur Saitama. Ihr Name ist eine Abkürzung der beiden Regionen, die sie verbindet: Saitama (埼玉) und Tokio (東京). Die Linie setzt sich zusammen aus den Gütergleisen entlang der Yamanote-Linie, der früheren Akabane-Linie und einer Zweigstrecke der Tōhoku-Hauptlinie. Am nördlichen Ende der Linie verkehren einige Züge weiter nach Kawagoe, am südlichen Ende werden die meisten Züge nach Shin-Kiba oder Ebina durchgebunden.

## Streckenbeschreibung
Südlicher Ausgangspunkt der Saikyō-Linie ist der Bahnhof Ōsaki im Bezirk Shinagawa, wo ein Übergang zur ostwärts führenden Rinkai-Linie nach Shin-Kiba besteht. Ebenso existiert eine Gleisverbindung in südlicher Richtung zur Hinkaku-Linie; über diese und ein Teilstück der Tōkaidō-Güterlinie kann die Sōtetsu Shin-Yokohama-Linie erreicht werden, die ihrerseits eine direkte Verbindung zur Sōtetsu-Hauptlinie nach Ebina herstellt, ohne dass die Züge einen Umweg über Yokohama machen müssen. Die eigentliche Saikyō-Linie verläuft zunächst nordwärts auf den früheren Gütergleisen parallel zur Yamanote-Linie, wobei sie die bedeutenden Bahnknotenpunkte Shibuya, Shinjuku und Ikebukuro erschließt. Dieser Abschnitt wird formell als Yamanote-Güterlinie (東北本線支線, Yamanote-kamotsu-sen) bezeichnet.
Zwischen den Bahnhöfen Ikebukuro und Akabane befahren die Züge die Akabane-Linie, wobei dieser Name kaum noch gebräuchlich ist. In Akabane beginnt eine eigens für die Saikyō-Linie erbaute Strecke über Musashi-Urawa zum Bahnhof Ōmiya in der Stadt Saitama. Das in nordwestlicher Richtung verlaufende Teilstück wurde 1985 erbaut und nutzt dieselbe Trasse wie die Schnellfahrstrecke Tōhoku-Shinkansen. Es ist mit Ausnahme des Akabanedai-Tunnels und des Tunnels im Bahnhof Ōmiya vollständig aufgeständert und umfasst zehn neue Zwischenbahnhöfe. Formell trägt das Teilstück den Namen „Zweigstrecke der Tōhoku-Hauptlinie“ (東北本線支線, Tōhoku-honsen shisen). Für die Mehrzahl der Züge ist Ōmiya die nördliche Endstation. Die übrigen verkehren anschließend westwärts auf der Kawagoe-Linie weiter bis zum Bahnhof Kawagoe.
Die Gesamtdistanz zwischen Ōsaki und Ōmiya beträgt 36,9 km. Davon entfallen 13,4 km auf das Teilstück Ōsaki–Ikebukuro (Yamanote-Güterlinie), 5,5 km auf das Teilstück Ikebukuro–Akabane (Akabane-Linie) und 18,0 km auf das Teilstück Akabane–Ōmiya (Zweigstrecke der Tōhoku-Hauptlinie). Die gesamte Linie ist zweigleisig ausgebaut und kapspurig (1067 mm), die Höchstgeschwindigkeit beträgt 100 km/h.

## Zugangebot
JR East betreibt drei verschiedene Zugtypen auf der Saikyō-Linie: Nahverkehrszüge (各駅停車, Kakueki-tesha) mit Halt an allen Bahnhöfen, Schnellzüge (快速, Kaisoku, engl. „Rapid“) und während der Hauptverkehrszeit Pendlerschnellzüge (通勤快速, Tsūkin kaisoku, engl. „Commuter Rapid“). Zwischen Akabane und Ōmiya halten die Schnellzüge nur in Musashi-Urawa, die Pendlerschnellzüge zusätzlich in Toda-Kōen und an allen Bahnhöfen nördlich von Musashi-Urawa. Tagsüber fahren Nahverkehrszüge ab Shinjuku alle zehn und Schnellzüge alle 20 Minuten; während der Hauptverkehrszeit wird der Takt verdichtet. Sämtliche beschleunigten Züge fahren über Ōmiya hinaus nach Kawagoe, im Nahverkehr ist hingegen Umsteigen erforderlich.
In der Gegenrichtung wechseln die Schnellzüge tagsüber dreimal stündlich in Ōsaki auf die Rinkai-Linie nach Shin-Kiba, hingegen muss während der Hauptverkehrszeit in fast allen Fällen in Ōsaki umgestiegen werden. Hinzu kommen Schnellzugs-Direktverbindungen nach Ebina (über die Sōtetsu-Hauptlinie): tagsüber im Halbstundentakt, während der Hauptverkehrszeit alle 20 Minuten.

## Geschichte
In den 1970er Jahren konnte die Verkehrskapazität der Japanischen Staatsbahn (JNR) nicht mit der wachsenden Bevölkerung im Großraum Tokio Schritt halten. Als Reaktion darauf trennte die JNR die Personen- und Güterzüge zwischen den Bahnhöfen Akabane und Ōmiya auf der Tōhoku-Hauptlinie, ebenso erhöhte sie die Anzahl der Züge. Das weiterhin anhaltende Bevölkerungswachstum erforderte jedoch einen zusätzlichen Ausbau der Kapazitäten. In der Zwischenzeit begannen im Oktober 1971 die Bauarbeiten an den Schnellfahrstrecken Tōhoku-Shinkansen und Jōetsu-Shinkansen.
Ursprünglich war dafür zwischen Akabane und Ōmiya ein Tunnel vorgesehen, doch aufgrund der schwierigen Bodenverhältnisse schlug die JNR eine Hochbahn vor. Die Präfektur Saitama lehnte dieses Ansinnen ab, zum einen wegen der zu befürchtenden Lärmimmissionen, zum anderen wegen heftiger Anwohnerproteste in den betroffenen Gemeinden und Stadtteilen. In den anschließenden langwierigen Verhandlungen versprach die JNR einerseits Verbesserungen beim Lärmschutz, andererseits sollte als eine Art Kompensation eine „neue Pendlerlinie“ (jap. 通勤新線, Tsūkin Shinsen) parallel zur Shinkansen-Trasse gebaut werden, mit der auch das Problem der chronischen Überlastung gelöst würde. Die entsprechende Genehmigung wurde im Dezember 1978 erteilt.
Die Grundsteinlegung der neuen Pendlerlinie erfolgte am 27. Februar 1982 in Toda. Im Juli 1985 gab die JNR bekannt, dass sie den Namen Saikyō-Linie tragen wird. Am 30. September 1985 erfolgte die Eröffnung der 18 km langen Neubaustrecke Akabane-Ōmiya, die mit der seit 1885 bestehenden Akabane-Linie zwischen Ikebukuro und Akabane zusammengelegt wurde. Ebenso nahm die JNR am selben Tag die Elektrifizierung der Kawagoe-Linie westlich von Ōmiya vor, sodass die Züge der Saikyō-Linie direkt von Ikebukuro nach Kawagoe verkehren konnten. Unter Nutzung der mittlerweile kaum noch befahrenen Gütergleise der Yamanote-Linie verlängerte die JNR die Saikyō-Linie am 3. März 1986 zum Bahnhof Shinjuku.
Im Rahmen der Staatsbahnprivatisierung ging der Betrieb am 1. April 1987 an die neue Bahngesellschaft JR East über. Der Bau zusätzlicher Bahnsteige ermöglichte am 16. März 1996 die Verlängerung der Saikyō-Linie über Shinjuku hinaus nach Shibuya und Ebisu. Auf diese Weise konnte die Überlastung der Yamanote-Linie deutlich reduziert werden. Die Züge wendeten aus Platzgründen zunächst nicht in Ebisu, sondern im nachfolgenden Bahnhof Ōsaki. Dort entstanden daraufhin zwei weitere neue Bahnsteige, sodass seit dem 1. Dezember 2002 eine durchgehende Verbindung zur Rinkai-Linie angeboten werden kann.
Am 30. November 2019 wurde der Fahrplan im Zusammenhang mit der Eröffnung der Sōtetsu/JR-Direktlinie (Shinjuku–Ebina) überarbeitet. Seither bieten JR East und die Sagami Tetsudō gemeinsam mehrmals stündlich Direktverbindungen zwischen der Saikyō-Linie nördlich von Shinjuku und der Sōtetsu-Hauptlinie an.

## Bilder

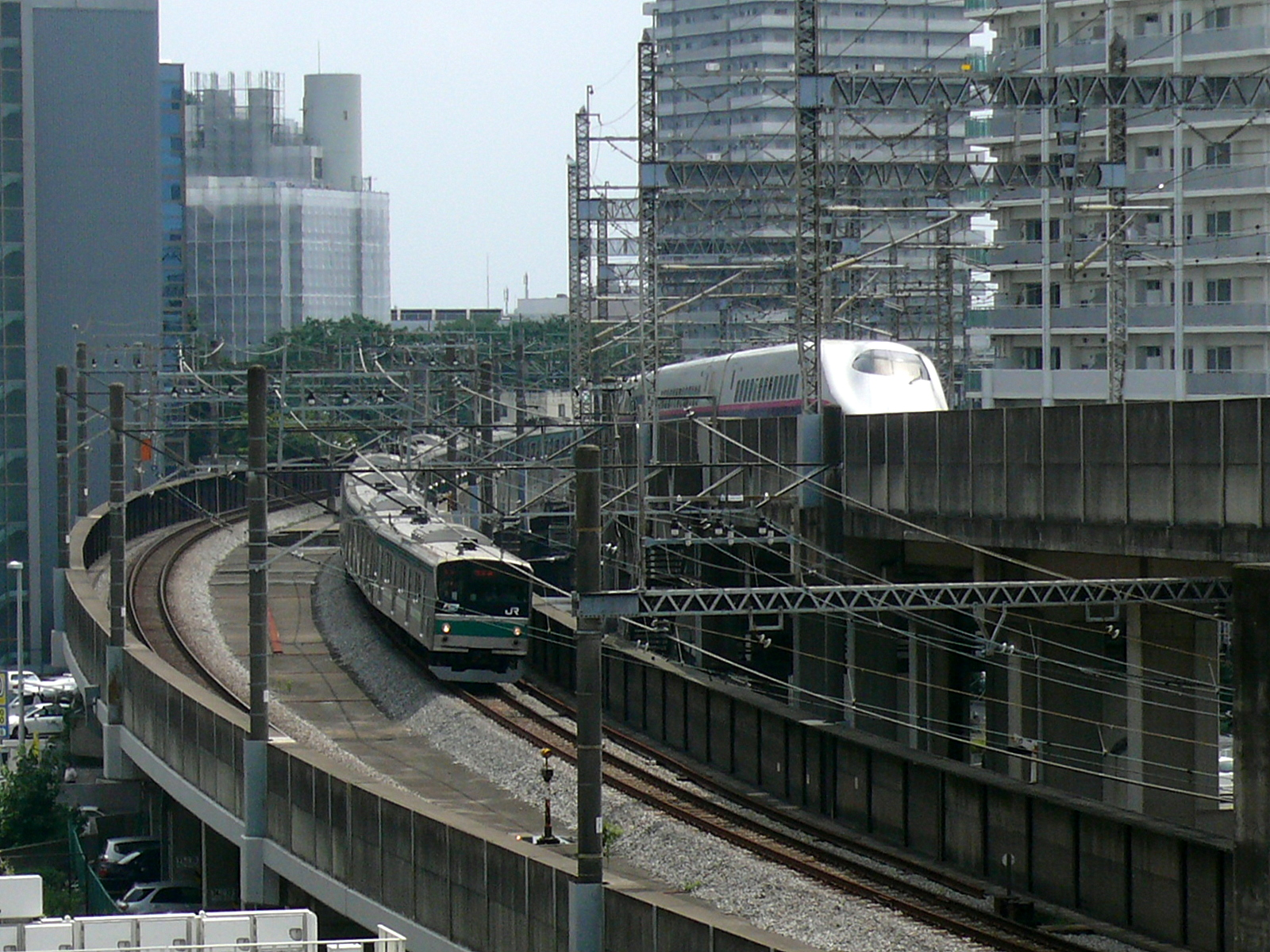
Saikyō-Linie (links) und Tōhoku-Shinkansen
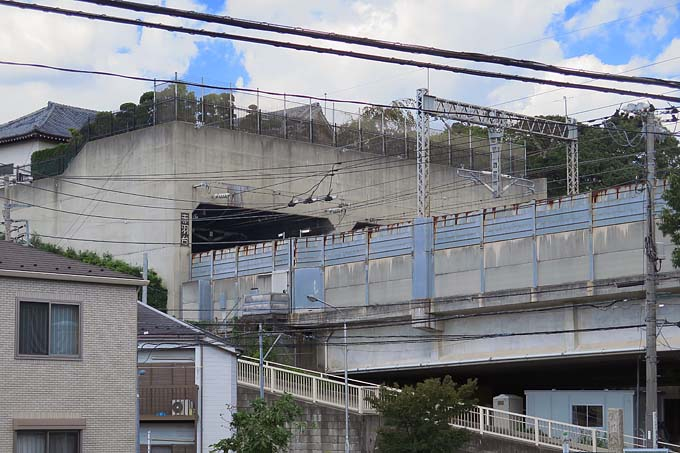
Akabadebai-Tunnel
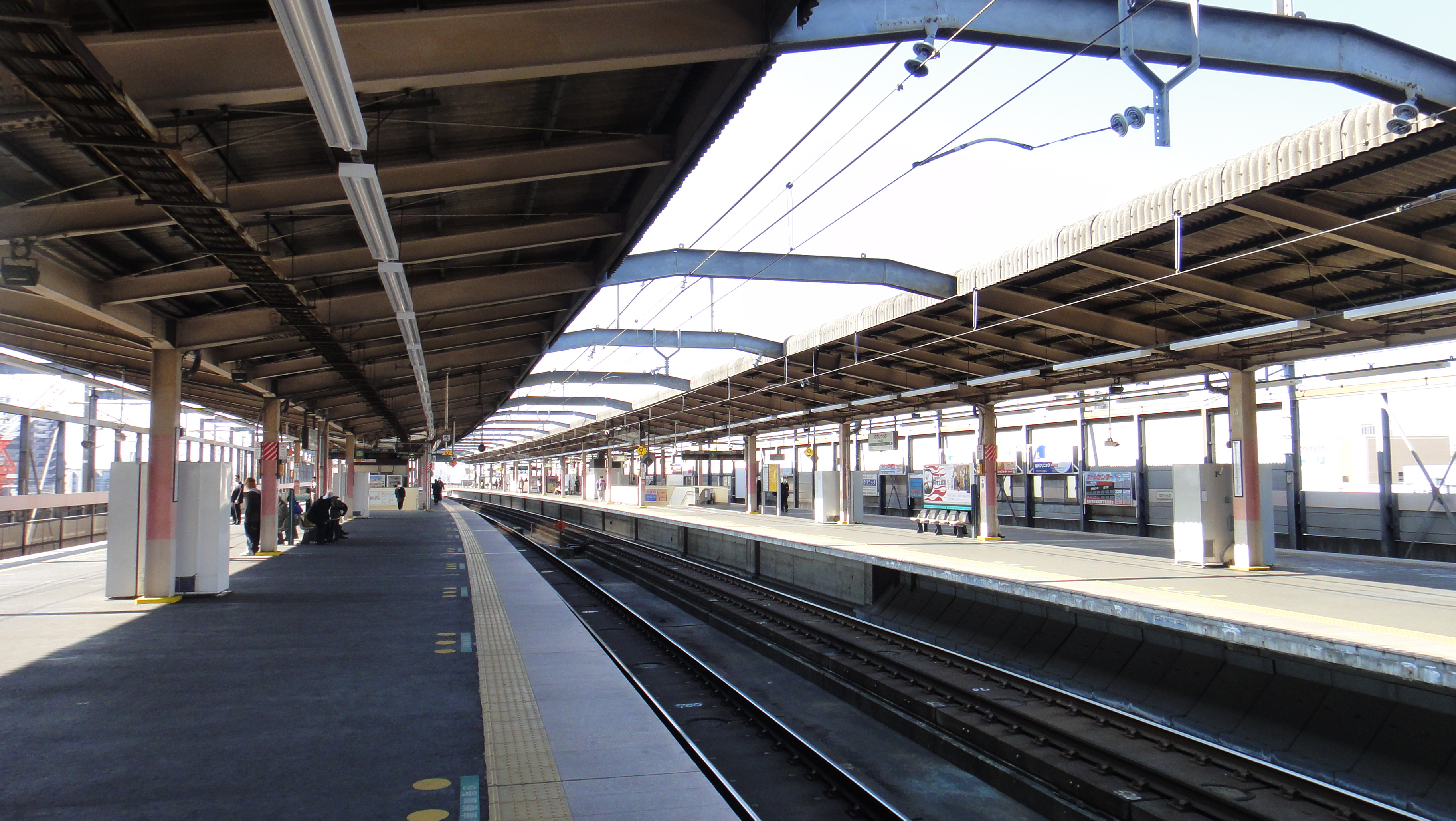
Bahnhof Musashi-Urawa
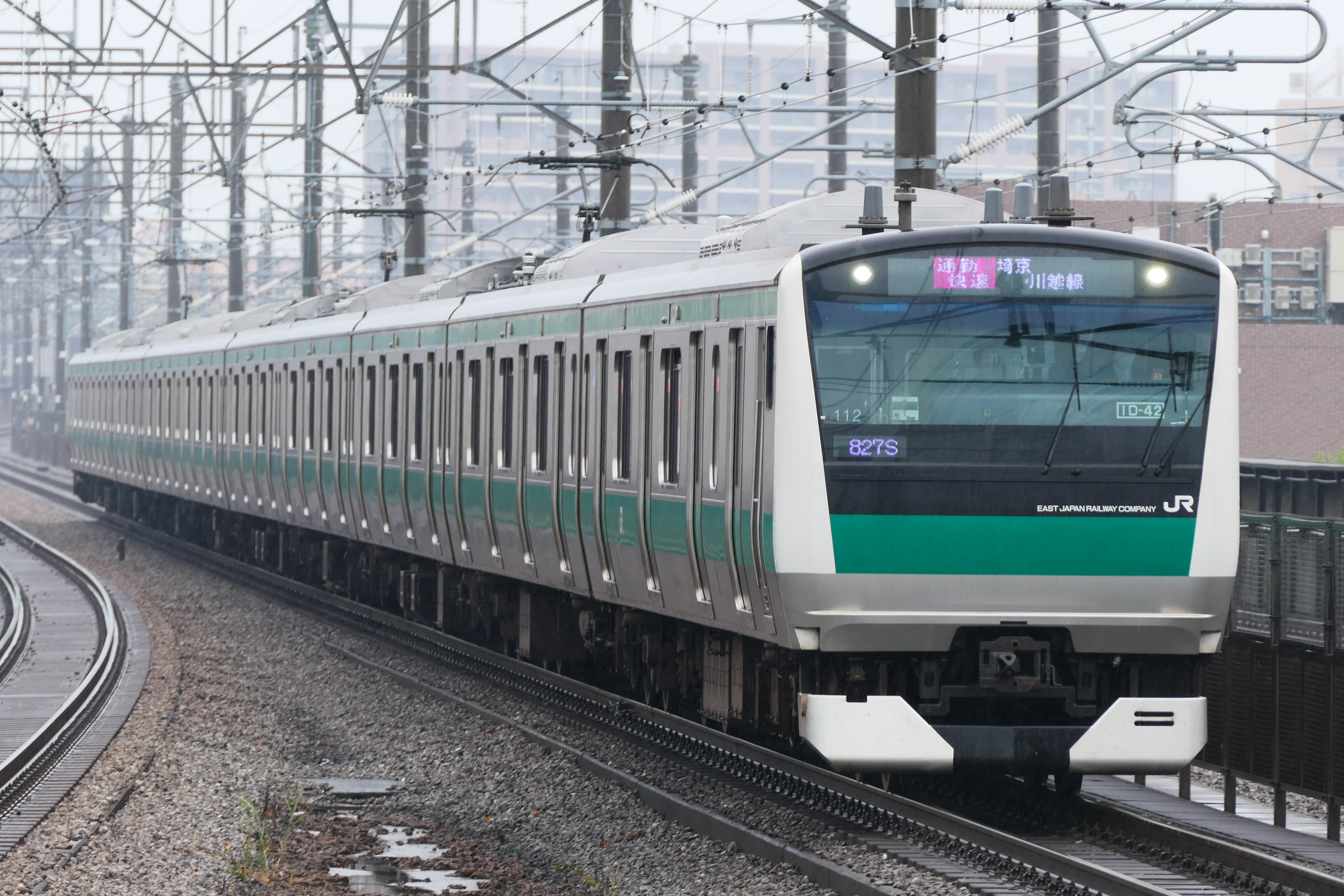
Zug der Baureihe E233

## Liste der Bahnhöfe
Ka = Kaisoku (Rapid); Tk = Tsūkin kaisoku (Commuter Rapid)
| Strecke                           | Name | Name                     | km   | Ka | Tk | Anschlusslinien | Lage   | Ort                | Präfektur |
| --------------------------------- | ---- | ------------------------ | ---- | -- | -- | --- | ------ | ------------------ | --------- |
| Yamanote- Linie                   | JA08 | Ōsaki (大崎)             | 00,0 | ●  | ●  | Shōnan-Shinjuku-Linie Yamanote-Linie Rinkai-Linie | Koord. | Shinagawa, Tokio   | Tokio     |
| Yamanote- Linie                   | JA09 | Ebisu (恵比寿)           | 03,6 | ●  | ●  | Shōnan-Shinjuku-Linie Yamanote-Linie U-Bahn Tokio: Hibiya-Linie | Koord. | Shibuya, Tokio     | Tokio     |
| Yamanote- Linie                   | JA10 | Shibuya (渋谷)           | 05,2 | ●  | ●  | Shōnan-Shinjuku-Linie Yamanote-Linie Keiō Inokashira-Linie Tōkyū Den’entoshi-Linie Tōkyū Tōyoko-Linie U-Bahn Tokio: Fukutoshin-Linie Ginza-Linie Hanzōmon-Linie | Koord. | Shibuya, Tokio     | Tokio     |
| Yamanote- Linie                   | JA11 | Shinjuku (新宿)          | 08,6 | ●  | ●  | Chūō-Hauptlinie (Chūō-Schnellbahnlinie) (Chūō-Sōbu-Linie) Shōnan-Shinjuku-Linie Yamanote-Linie Keiō-Linie Neue Keiō-Linie Odakyū Odawara-Linie U-Bahn Tokio: Marunouchi-Linie Toei Shinjuku-Linie im Bhf. Seibu-Shinjuku: Seibu Shinjuku-Linie im U-Bhf. Shinjuku-Nishiguchi: Ōedo-Linie | Koord. | Shinjuku, Tokio    | Tokio     |
| Akabane- Linie                    | JA12 | Ikebukuro (池袋)         | 13,4 | ●  | ●  | Shōnan-Shinjuku-Linie Yamanote-Linie Seibu Ikebukuro-Linie Tōbu Tōjō-Hauptlinie U-Bahn Tokio: Fukutoshin-Linie Marunouchi-Linie Yūrakuchō-Linie | Koord. | Toshima, Tokio     | Tokio     |
| Akabane- Linie                    | JA13 | Itabashi (板橋)          | 15,2 | ●  | ●  | | Koord. | Itabashi, Tokio    | Tokio     |
| Akabane- Linie                    | JA14 | Jūjō (十条)              | 16,9 | ●  | ●  | | Koord. | Kita, Tokio        | Tokio     |
| Tōhoku- Hauptlinie (Nebenstrecke) | JA15 | Akabane (赤羽)           | 18,9 | ●  | ●  | Tōhoku-Hauptlinie (Utsunomiya-Linie) Keihin-Tōhoku-Linie Shōnan-Shinjuku-Linie Takasaki-Linie | Koord. | Kita, Tokio        | Tokio     |
| Tōhoku- Hauptlinie (Nebenstrecke) | JA16 | Kita-Akabane (北赤羽)    | 20,4 | ǀ  | ǀ  | | Koord. | Kita, Tokio        | Tokio     |
| Tōhoku- Hauptlinie (Nebenstrecke) | JA17 | Ukima-Funado (浮間舟渡)  | 22,0 | ǀ  | ǀ  | | Koord. | Kita, Tokio        | Tokio     |
| Tōhoku- Hauptlinie (Nebenstrecke) | JA18 | Toda-Kōen (戸田公園)     | 24,4 | ●  | ǀ  | | Koord. | Toda, Saitama      | Saitama   |
| Tōhoku- Hauptlinie (Nebenstrecke) | JA19 | Toda (戸田)              | 25,7 | ǀ  | ǀ  | | Koord. | Toda, Saitama      | Saitama   |
| Tōhoku- Hauptlinie (Nebenstrecke) | JA20 | Kita-Toda (北戸田)       | 27,1 | ǀ  | ǀ  | | Koord. | Toda, Saitama      | Saitama   |
| Tōhoku- Hauptlinie (Nebenstrecke) | JA21 | Musashi-Urawa (武蔵浦和) | 29,5 | ●  | ●  | Musashino-Linie | Koord. | Minami-ku, Saitama | Saitama   |
| Tōhoku- Hauptlinie (Nebenstrecke) | JA22 | Naka-Urawa (中浦和)      | 30,7 | ●  | ǀ  | | Koord. | Minami-ku, Saitama | Saitama   |
| Tōhoku- Hauptlinie (Nebenstrecke) | JA23 | Minami-Yono (南与野)     | 32,4 | ●  | ǀ  | | Koord. | Chūō-ku, Saitama   | Saitama   |
| Tōhoku- Hauptlinie (Nebenstrecke) | JA24 | Yonohommachi (与野本町)  | 34,0 | ●  | ǀ  | | Koord. | Chūō-ku, Saitama   | Saitama   |
| Tōhoku- Hauptlinie (Nebenstrecke) | JA25 | Kita-Yono (北与野)       | 35,1 | ●  | ǀ  | | Koord. | Chūō-ku, Saitama   | Saitama   |
| Tōhoku- Hauptlinie (Nebenstrecke) | JA26 | Ōmiya (大宮)             | 36,9 | ●  | ●  | Tōhoku-Shinkansen Jōetsu-Shinkansen Hokuriku-Shinkansen Tōhoku-Hauptlinie (Utsunomiya-Linie) Kawagoe-Linie Keihin-Tōhoku-Linie Shōnan-Shinjuku-Linie Takasaki-Linie Tōbu Noda-Linie New Shuttle                                                                                          | Koord. | Ōmiya-ku, Saitama  | Saitama   |